# Lantionamina
La lantionamina, nombre común de la 2,2'-tiobis(etilamina) o 1,5-diamino-3-tiapentano, es un compuesto orgánico de fórmula molecular C4H12N2S.
Su estructura química es semejante a la de la cistamina, pero a diferencia de ésta que es un disulfuro, la lantionamina posee un único átomo de azufre; también es semejante a la de la cadaverina, estando sustituido el átomo de carbono central por uno de azufre.

## Propiedades físicas y químicas
La lantionamina es un líquido aceitoso de color amarillo. Alcanza el punto de ebullición a 242 °C, mientras que su punto de fusión es de 26 °C aproximadamente.
Su punto de inflamabilidad —mínima temperatura a la que los vapores de un fluido inician la combustión— es de 100 °C.
Es un líquido ligeramente más denso que el agua (1,037 g/cm³).
El valor del logaritmo de su coeficiente de reparto, logP = -1,04, indica que su solubilidad en disolventes hidrófilos es mayor que en disolventes hidrófobos.
Su tensión superficial estimada, 44,9 ± 3 dina/cm, es un valor inferior al del agua (72 dina/cm), pero mucho más alto que el de otros compuestos orgánicos como etanol o cadaverina.
En cuanto a su reactividad, la lantionamina es incompatible con oxidantes fuertes así como con ácidos fuertes.

## Síntesis y usos
La lantionamina se puede sintetizar a partir de la S-alquilación de cisteamina con bromuro de 2-bromoetilamina en presencia de carbonato de cesio, ioduro de tetrabutilamonio y DMF. Por otra parte, esta diamina se utiliza en la síntesis del cloruro de ranitidina, medicamento utilizado como inhibidor de la producción de ácido gástrico, usado en el tratamiento de la úlcera péptica (PUD) y en el reflujo gastroesofágico (ERGE).
A nivel biológico, se ha estudiado la oxidación de la lantionamina por parte de la enzima diamino oxidasa. En 1956 se descubrió que dicha enzima utiliza como puntos reactivos los grupos que contienen nitrógeno, sin que la composición de la cadena carbonada fuese especialmente relevante. Estudios posteriores pusieron de manifiesto que solo uno de los dos grupos amino se oxida a aldehído y que el recién formado aminoaldehído sufre una posterior «ciclación».
Se ha propuesto el uso de este compuesto para la elaboración de fármacos utilizados en la profilaxis del virus sincitial respiratorio (VSR); este virus, para el que todavía no existe vacuna efectiva, afecta fundamentalmente a jóvenes y niños.

## Precauciones
La lantionamina es una sustancia corrosiva que puede ocasionar quemaduras en la piel y daños en los ojos.